# Dolicheremaeus porcinolus
Dolicheremaeus porcinolus är en kvalsterart som beskrevs av Aoki 1967. Dolicheremaeus porcinolus ingår i släktet Dolicheremaeus och familjen Tetracondylidae. Inga underarter finns listade i Catalogue of Life.